# Máté Adél
Máté Adél (Budapest, 1961. június 1. –) magyar bajnok labdarúgó, középpályás.

## Pályafutása
A Femina labdarúgója volt, ahol két bajnoki címet szerzett a csapattal. Többször volt válogatott kerettag, de pályára sohasem lépett. A 2000-es években a futsal bajnokságban szerepelt, a REAC és az Alba-Vesta csapataiban.

## Sikerei, díjai
- Magyar bajnokság
  - bajnok: 1987–88, 1990–91
  - 2.: 1988–89, 1989–90
  - 3.: 1984–85, 1985–86, 1986–87